# جيم روبسون
جيم روبسون (بالإنجليزية: Jim Robson)‏ هو سياسي أسترالي، ولد في 23 سبتمبر 1895، وتوفي في 3 ديسمبر 1975. حزبياً، نشط في حزب العمال الأسترالي. وقد انتخب عضو الجمعية التشريعية نيو ساوث ويلز.